# 1902 год в истории железнодорожного транспорта
1902 год в истории железнодорожного транспорта

## События
- 14 января — открыто движение по участку Маньчжурия — Харбин (ныне Биньчжоуская железная дорога) Китайско-Восточной железной дороги.
- В Германии построена монорельсовая дорога в городе Вуппертале.[1]
- На немецких заводах начался выпуск электровозов с конструкционной скоростью 210 км/ч.
- На подвижном составе, эксплуатируемом на Среднеазиатской железной дороге, применено устройство для охлаждения воздуха.
- На территории Ирака началось железнодорожное строительство (часть Багдадской железной дороги).[1]

## Новый подвижной состав
- В Пруссии появились первые паровозы серии G8.
- В России начался выпуск паровозов серии З.